# 사이먼 렉스
사이먼 렉스(Simon Rex, 1974년 7월 20일 ~ )는 배우, 래퍼, 음반 제작자, 전직 모델이다.

## 영상 목록

### 영화
- 나는 네가 지난 13일 금요일 밤에 한 일을 알고 있다 (2000)
- 무서운 영화 3 (2003)
- 무서운 영화 4 (2006)
- 슈퍼히어로 (2008)
- 무서운 영화 5 (2013)
- 레드 로켓 (2021)
- 블링크 트와이스 (2024)

### 텔레비전
- SOS 해상 구조대 (1996)
- 펠리시티 (1999)
- 왓 아이 라이크 어바웃 유 (2002-03)
- 썸머랜드 (2004-05)
- 사랑의 마을 에버우드 (2005)
- 새터데이 나이트 라이브 (2022)

### 뮤직 비디오
- Tik Tok - 케샤 (2009)
- Sexy and I Know It - LMFAO (2011)

## 음반 목록

### 정규 앨범
- Catching Up to Wilt (미키 애벌론, 안드레이 레거시, 비어도) (2004)
- Dirt Nasty (2007)
- Shoot to Kill (미키 애벌론, 안드레이 레거시, 비어도) (2008)
- The White Album (DJ 스트레치 암스트롱) (2010)
- Nasty as I Wanna Be (2010)
- Palatial (2013)
- The White Boys (안드레이 레거시, 비어도) (2014)
- Breakfast in Bed (스무브이) (2015)
- Dirt Nasty Sux (2016)

### 믹스테이프
- The White Album (2010)
- Shoot to Kill Mixtape (미키 애벌론, 안드레이 레거시, 비어도) (2008)